# 프랑수아 앙리 드 몽모랑시뤽상부르 공작
프랑수아 앙리 드 몽모랑시-부트빌, 피네 공작(François Henri de Montmorency-Bouteville, duc de Piney, 1628년 1월 8일 - 1695년 1월 4일), 드 뤽상부르(de Luxembourg)로 불린다. 그는 프랑스 장군이자 프랑스 원수이며 콩데 공작 루이 2세의 후계자이자 훌륭한 동료였다.

## 어린 시절
프랑수아 앙리 드 몽모랑시-부트빌은 파리에서 태어났다. 그의 아버지 몽모랑시-부트빌 백작은 그가 태어나기 6달 전에 뵈브롱 후작(marquis de Beuvron)을 상대로 한 결투에 관여했다가 사형을 당했다. 프랑수아의 아주머니 콩데 공작부인 샤를로트 드 몽모랑시(Charlotte de Montmorency)는 그를 맡아 자신의 아들 앙기앵 공작(Duc d'Enghien)과 함께 교육시켰다. 젊은 몽모랑시(혹은 부트빌이라고 그를 그렇게 불렀다)는 그의 사촌 곁에 함께 있으면서 프롱드(Fronde)에서 분쟁 동안 그의 성공과 불운을 함께 나누었다. 1659년 콩데와 함께 사면되어 프랑스로 돌아온 그는 몽모랑시의 누이 샤티롱 공작부인(Duchesse de Châtillon)과 매우 가깝게 지냈는데, 그것은 그녀의 사촌인 프랑스의 대단한 여자 상속인과 결혼하기 위해 의도적으로 다가가기 위한 것이었다. 그녀의 사촌은 뤽상부르 공작령(Luxemburg dukedom, 1661)의 여자상속인이며 티그리의 공녀 마들렌 드 뤽상부르-피네(Madeleine de Luxemburg-Piney, Princesse de Tingry)였다. 얼마후 그는 프랑스의 귀족(peer of France)과 뤽상부르 공작이라는 작위를 얻게 되었다.

## 장군으로써 뤽상부르

### 상속 전쟁과 프랑스-네덜란드 전쟁
상속 전쟁(War of Devolution, 1667-68년)이 시작되자 결과적으로 콩데와 뤽상부르는 아직 사령관이 되지 않았지만, 제2차 전역기간 그는 콩데 휘하 중장으로 근무하면서 프랑슈콩테를 정복했다. 평화롭지만 더러운 해를 보냈던 뤽상부르는 루부아(Louvois)의 호의로 양성되어 1672년 네덜란드를 진압하는 고위급 사령관이 되었다. 그는 우오든(Woerden)에서 오라녜 공을 패배시켰으나 네덜란드 홍수선(Dutch Water Line)에 멈추어야 했다. 1673년 그를 유명하게 만든 위트레흐트와 마스트리히트에서 적군 70,000명의 정면에서 단지 20,000명에 불과한 아군을 성공적으로 퇴각시켰다. 이 공적으로 그의 위치는 장군 중에서는 최고 계급이 되었다.
1674년 뤽상부르는 창설된 가르드 뒤 코르(Garde du Corps)의 지휘관이 되었고, 1675년 프랑스 원수가 되었다. 1676년 그는 라인군(army of the Rhine)의 최고사령관의 지위에 있었으나, 필립스부르크(Philipsburg)의 밖에서 로렌 공작(Duke of Lorraine)을 붙잡는데 실패했다. 1677년 그는 발랑시엔 급습과 1678년 오라녜 공을 생드니(St Denis)에서 패배시키고 뒤이어 네이메헌 조약(Peace of Nijmegen)에 서명하게 했다. 뤽상부르의 명성은 단숨에 높아졌고, 그의 명성은 루부아의 시기를 불러 일으켜 "독살 사건"(affair of the poisons)이 일어났을 때 그가 연루되어 있는 것이 되어 바스티유 감옥으로 보내지게 되었다. 루세(Rousset)는 자신의 저서 루부아의 역사(Histoire de Louvois)에서 이들 사이에 벌어진 다툼은 아마 거짓이라고 보고 있었다. 뤽상부르는 1680년 바스티유에서 몇 달 동안 보내다 풀려났으나, 그러나 그가 갖고 있던 capitaine des gardes 궁전은 양도해야 했다.

### 대동맹 전쟁 1688-97년
1690년 대동맹 전쟁 기간 뤽상부르는 스페인령 네덜란드에서 국왕 루이의 군대 사령관 루이 드 크레방 위미에르 공작(Louis de Crevant, Duke of Humières)을 대신해 위임되었다. 1690년 7월 1일 뤽상부르는 플뢰뤼스(Fleurus)에서 윌리엄 동맹군 사령관과 발데크 공(Prince of Waldeck)에게 대승을 거두었다. 뒤이어 다음해 1691년 9월 18일 로이체(Leuze)에서 그는 다시 한번 승리를 거두었다.
다음 전역에서 그는 왕을 도와 1692년 나무르 공방전(Siege of Namur)과 1692년 스텐케르케(Steenkerque)에서 윌리엄을 패배시켰다. 1693년 7월 29일 네르빈덴에서 옛 적에게서 그의 가장 위대한 승리를 얻을 수 있었다. 이후 뤽상부르는 전투에서 획득한 무수한 적의 깃발을 모아 여러 컬러의 타피시에를 만들어 대성당에 보냈다. 이후 그의 닉네임은 르 타피시에 노트르담(le tapissier de Nôtre Dame)이 되었다.
그는 파리에서 왕과 모두에게서 열광적인 환영을 받았지만 그를 냉담하게 바라보는 이가 있으니 친척이자 그의 상관이던 콩데였다. 생시몽(St-Simon)은 그의 첫 저작 회상록(Memoirs)에서 뤽상부르에 대해 기술했는데, 1571년 옛날에 만들어진 아내 피네 공작의 권리를 줄곧 주장하여 1661년 그의 자격을 인정해 18번째 프랑스 귀족(peer of France)이 되는 것을 승인하였다. 이 사건을 묘사한 생시몽은 주로 그의 부지런함을 바라보며, 대개 귀족계의 관심을 끌었다고 기록했다.
1694년 전역에서 뤽상부르는 플랑드르에서 적의 정면인 비나몽(Vignamont)에서 투르네(Tournay)까지 유명한 행군을 지휘한 것을 제외하면 조금밖에 머물지 않았다.

## 죽음
그해 겨울 베르사유로 돌아온 뤽상부르는 병에 걸려 죽었다. 마지막 순간 뤽상부르를 간호하던 유명한 예수회 신부 부르달루(Bourdaloue)는 그의 죽음을 보고 말했다. "I have not lived his life, but I would wish to die his death". 뤽상부르의 품행은 그 시대 기준으로 보면 매우 나빴으나 장군으로써 그는 콩데의 훌륭한 제자였다. 전역(campaign)의 관리는 콩데와 비슷하게 나태했지만 좋은 영감(inspirations)을 포착해 그가 보인 전투의 움직임으로 윌리엄의 열정과 네덜란드와 잉글랜드 병사들의 끈기에 대항해 참아내며 견뎌낼 수 있었다.
루이 14세 치세의 군사 역사에서 제2시대는 뤽상부르의 죽음과 카티나(Catinat’s)의 불명예로 끝났다. 카티나와 뤽상부르는 콩데와 튀렌에 비해 한 수 아래지만, 탈라르와 빌레루아에 비하면 우수했다. 그는 신랄한 위트를 가지고 있었다. 그것은 그의 반박 중 하나를 찾아보면 그의 기형에 유래된 것이 있다. "난 결코 꼽추을 이길 수 없을 것이다"(I never can beat that cursed humpback) 윌리엄은 그를 평가하며 말했다. "내가 혹을 갖고 있는걸 그는 어떻게 알고 있을까?"(How does he know I have a hump?) 뤽상부르는 대꾸했다. "그는 절대 내 뒤를 보지 못할 것이다"(he has never seen my back.") 뤽상부르는 4명의 자식을 남겼는데, 그 중 한 명이 프랑스 원수가 된 마르샬 드 몽모랑시(Marechal de Montmorency)이다.

## 결혼 및 아이들
프랑수아 앙리 드 몽모랑시는 당구 남작부인, 리니 백작부인, 티그리 공녀, 뤽상부르 공작부인 마드렌 드 클레르몽-투네르(Madeleine de Clermont-Tonnerre, duchess of Luxembourg, princess of Tingry, comtess of Ligny, baronness of Dangu)와 1661년 3월 17일 결혼했다. 둘 사이에서 5명의 자녀가 태어났다.
- 샤를 프레데릭 드 몽모랑시-뤽상부르(Charles Frédéric de Montmorency-Luxembourg, 1662-1726), 피니-뤽상부르 공작, 샤를 2세 프레데릭(1702-1764)의 아버지. 프랑스 원수(1757)
- 피에르 앙리 드 몽모랑시-뤽상부르(Pierre Henri de Montmorency-Luxembourg, 1663-1700), 생미셸 오르캄프(Saint-Michel d'Orcamp)의 대수도원장
- 폴 시지스몽 드 몽모랑시-뤽상부르(Paul Sigismond de Montmorency-Luxembourg, 1664-?), 아프로몽 남작과 뤽스 백작, 샤티용 공작(duc de Châtillon, comte de Luxe and baron d'Apremont)
- 안젤리크 퀴네공드 드 몽모랑시-뤽상부르(Angelique Cunegonde de Montmorency-Luxembourg, 1666-1736), 마드무아젤 드 뤽상부르(mademoiselle de Luxembourg ); 루이 앙리 드 부르봉 바타르 드 수아송(Louis Henri de Bourbon, bâtard de Soissons)과 결혼, 루이 드 부르봉의 사생아로 태어난 2명의 자녀 중 한명
- 크리스티앙 루이 드 몽모랑시-뤽상부르(Christian Louis de Montmorency-Luxembourg, 1675-1746), 뤽스 백작, 티그리 공, 프랑스 귀족, 프랑스 원수(1734)

## 참조
- Beaurain's Histoire militaire du duc de Luxembourg (Hague and Paris, 1756)
- Mémoires pour servir a l'histoire du maréchal due de Luxembourg (Hague and Paris, 1758)
- Courcelles, Dictionnaire des generaux français (Paris, 1823), vol. viii.
- Desormeaux's Histoire de la maison de Montmorency (1764), vols. iv. and v.
- Camille Rousset's Louvois
- biography of Luxemburg by Count de Segur (1907)

 본 문서에는 현재 퍼블릭 도메인에 속한 브리태니커 백과사전 제11판의 내용을 기초로 작성된 내용이 포함되어 있습니다.